# 帕科卡瓦山 (薩瓦亞縣)
18°49′4″S 68°48′7″W / 18.81778°S 68.80194°W
帕科卡瓦山（Phaq'u Q'awa），是玻利維亞的山峰，位於該國西部奧魯羅省萨瓦亚县，處於維拉科柳山東南面，屬於安第斯山脈中玻利維亞西部山脈的一部分，海拔高度5,203米。